# Hedychium menglianense
Hedychium menglianense är en enhjärtbladig växtart som beskrevs av Y.Y.Qian. Hedychium menglianense ingår i släktet Hedychium och familjen Zingiberaceae. Inga underarter finns listade i Catalogue of Life.